# Райковецька сільська рада
Райкове́цька сільська́ ра́да — адміністративно-територіальна одиниця та орган місцевого самоврядування у Хмельницькому районі Хмельницької області. Адміністративний центр — село Райківці.

## Загальні відомості
Райковецька сільська рада утворена в 1994 році.
- Територія ради: 24,45 км²
- Населення ради: 1 476 осіб (станом на 2001 рік)

## Населені пункти
Сільській раді підпорядковані населені пункти:
- с. Райківці

## Склад ради
Рада складається з 16 депутатів та голови.
- Голова ради: Антонюк Андрій Михайлович
- Секретар ради: Свідерська Галина Іванівна

### Керівний склад попередніх скликань
| Прізвище, ім'я, по батькові | Основні відомості                                                 | Дата обрання | Дата звільнення |
| --------------------------- | ----------------------------------------------------------------- | ------------ | --------------- |
| Шкільняк Людмила Миколаївна | Сільський голова, 1969 року народження, позапартійна              | 26.03.2006   | 31.10.2010      |
| Антонюк Андрій Михайлович   | Сільський голова, 1979 року народження, освіта вища, безпартійний | 31.10.2010   |                 |

Примітка: таблиця складена за даними сайту Верховної Ради України

### Депутати
За результатами місцевих виборів 2010 року депутатами ради стали:

#### За суб'єктами висування
| Суб'єкт висування | Кількість обраних депутатів | %   |
| ----------------- | --------------------------- | --- |
| Самовисування     | 16                          | 100 |

#### За округами
| № округу | Прізвище, ім'я, по батькові         | Дата визнання обраним | Освіта             | Партійна приналежність                        | Відомості про обраного депутата                             |
| -------- | ----------------------------------- | --------------------- | ------------------ | --------------------------------------------- | ----------------------------------------------------------- |
| 1        | Блятон Олена Василівна              | 04.11.2010            | середня            | позапартійна                                  | тимчасово не працює                                         |
| 2        | Касьянова Світлана Василівна        | 04.11.2010            | середня            | позапартійна                                  | ДНЗ с. Райківці, помічник вихователя                        |
| 3        | Безмага Світлана Василівна          | 04.11.2010            | середня спеціальна | член Єдиного Центру                           | Сільська рада с. Райківці, соціальний робітник              |
| 4        | Гнап Володимир Ілліч                | 04.11.2010            | середня            | член Всеукраїнського об'єднання «Батьківщина» | СГСМ в ПАТ «Хмельницькгаз», слюсар                          |
| 5        | Яцюк Анатолій Дмитрович             | 04.11.2010            | середня спеціальна | позапартійний                                 | Райковецька загальноосвітня школа, вчитель музики           |
| 6        | Луцик Олена Богданівна              | 04.11.2010            | середня спеціальна | член Всеукраїнського об'єднання «Свобода»     | ПП «Агросиб»                                                |
| 7        | Загурська Оксана Василівна          | 04.07.2011            | вища               | член Всеукраїнського об'єднання «Батьківщина» | Райковецький ДНЗ «Пролісок», бухгалтер                      |
| 8        | Гнап Галина Вікторівна              | 04.11.2010            | середня спеціальна | член Всеукраїнського об'єднання «Батьківщина» | Бібліотека с. Райківці, завідувач                           |
| 9        | Гаврилюк Валентина Василівна        | 04.11.2010            | середня            | позапартійна                                  | пенсіонер                                                   |
| 10       | Коваль Надія Степанівна             | 04.11.2010            | середня            | позапартійна                                  | пенсіонер                                                   |
| 11       | Хитра Тетяна Іванівна               | 04.11.2010            | середня            | позапартійна                                  | Чорноострівський територіальний центр, соціальний працівник |
| 12       | Туржанський Анатолій Францович      | 04.11.2010            | середня            | позапартійний                                 | Райковецька ВК № 78, молодший інспектор по нагляду          |
| 13       | Лісоводська Олена Валентинівна      | 04.11.2010            | вища               | позапартійна                                  | Гвардійська сільська дільнича лікарня, лікар-стоматолог     |
| 14       | Безмага Неля Михайлівна             | 04.11.2010            | середня спеціальна | позапартійна                                  | Гвардійська дільнина лікарня, медична сестра                |
| 15       | Роля Валентина Анатоліївна          | 04.11.2010            | середня спеціальна | позапартійна                                  | Гвардійська сільська дільнича лікарня, акушерка             |
| 16       | Пододименко Володимир Олександрович | 04.11.2010            | вища               | позапартійний                                 | Райковецька ВК № 78, начальник відділення                   |